# 하키역
하키역(일본어: 葉木駅)은 일본 구마모토현 야쓰시로시에 위치한 규슈 여객철도 히사쓰 선의 철도역이다. 단선 승강장 1면 1선의 구조를 갖춘 지상역이다.

## 이용 현황
| 연도     | 1일 평균 승차 인원 | 1일 평균 하차 인원 |
| -------- | ------------------ | ------------------ |
| 2000년도 | 56                 | 125                |
| 2001년도 | 56                 | 124                |
| 2002년도 | 47                 | 107                |
| 2003년도 | 48                 | 107                |
| 2004년도 | 40                 | 90                 |
| 2005년도 | 35                 | 79                 |
| 2006년도 | 21                 | 50                 |
| 2007년도 | 25                 | 58                 |
| 2008년도 | 27                 | 63                 |
| 2009년도 | 31                 | 69                 |
| 2010년도 | 36                 | 78                 |
| 2011년도 | 29                 | 65                 |
| 2012년도 | 25                 | 57                 |

## 역 주변
- 국도 제219호선

## 역사
- 1941년 12월 21일 : 하키 가승강장으로서 철도성이 개설.
- 1945년 11월 20일 : 역무원 배치.
- 1947년 3월 1일 : 하키역으로 승격.
- 1960년 9월 25일 : 제50회 일본 국민체육대회 조정 경기 개최로 인해 승강장 연장 및 역사 · 개찰구 개장.
- 1962년 4월 1일 : 업무위탁역으로 함.
- 1984년 2월 1일 : 무인화.
- 1987년 4월 1일 : 일본국유철도 분할 민영화에 의해, 규슈 여객철도가 승계.

## 인접 역
| 히사쓰 선              | 히사쓰 선   | 히사쓰 선          |
| ---------------------- | ----------- | ------------------ |
| 사카모토 야쓰시로 방면 | ■ 히사쓰 선 | 가마세 하야토 방면 |